# (8052) Novalis
(8052) Novalis (2093 P-L) – planetoida z pasa głównego asteroid okrążająca Słońce w ciągu 5,28 lat w średniej odległości 3,03 au. Odkryta 24 września 1960 roku.